# クニグンデ・フォン・アルトドルフ
クニグンデ・フォン・アルトドルフ（ドイツ語：Kunigunde von Altdorf, 1020年ごろ - 1054年8月31日）は、新ヴェルフ家の祖。クニツァ（Chuniza）とも。

## 生涯
クニグンデはアルトドルフ伯ヴェルフ2世とモーゼルガウ伯フリードリヒ・フォン・ルクセンブルクの娘イミツァ（イルメントルート、イルメンガルト）の間の唯一の娘である。母イミツァは神聖ローマ皇后クニグンデの姪にあたる。クニグンデの兄ヴェルフ3世は、古ヴェルフ家の最後の男系子孫である。
1035年ごろ、クニグンデはミラノ辺境伯アルベルト・アッツォ2世・デステと結婚した。アルベルト・アッツォ2世はアルベルト・アッツォ1世とその妃アデライデとの間の唯一の男子であった。この結婚で一子ヴェルフ4世（1世）をもうけた。ヴェルフ4世（1世）は伯父ヴェルフ3世が1055年に死去した後にヴェルフ家を継承し、1070年から1077年までバイエルン公となった。

## 参考文献

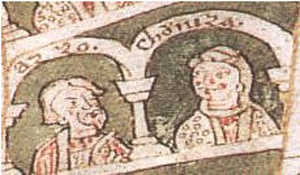
クニグンデ（右）と夫アルベルト・アッツォ2世